# Jack and the Weatherman
Jack and the Weatherman is een Nederlands duo met akoestische folkpopmuziek.
Het duo wordt gevormd door leadzanger en gitarist Berry Krikken (Jack) en tweede stem en gitarist Sebastiaan Weerman (The Weatherman). Hun muziek is verhalend en gaat over het leven en de veranderingen erin. Naast de gitaar, ukulele en tweestemmige harmonieën worden ook instrumenten bespeeld zoals de mondharmonica, een voettamboerijn en een stompbox (kickdrum). Samen schrijven ze sinds 2013 liedjes en brengen deze uit onder hun eigen label GlowBird Records. Sinds 2018 speelt Jack and the Weatherman als volle band met Stijn van Rijsbergen op drums en Thomas Veenstra op de bas. Beiden zijn ze bekend van o.a. de Nederlandse band Lucas Hamming.
Hun debuutsingle Free werd in oktober 2014 uitgeroepen tot Serious Talent van de radiozender 3FM en leverde een hit op die meer dan vier miljoen maal werd beluisterd op Spotify. Ook hun andere nummers werden miljoenen malen beluisterd. Free maakt deel uit van de eerste ep Something positive. De videoclip van deze single is geschoten in de steden Parijs, Berlijn en Londen waar passanten delen van de tekst playbacken.
In april 2015 werd de tweede EP uitgebracht met de titel Homewards. De promotie ervan bestond uit een fietstocht van 350 kilometer van Emmen naar Haarlem. Onderweg werden allerlei living room concerts en radio-optredens gegeven, waaronder 's ochtends bij Giel Beelen. Over Haarlem werd de videoclip This town opgenomen. In 2016 verscheen hun derde ep Some kind of purpose.
In 2018 bracht Jack and the Weatherman hun debuutalbum The lucky ones uit in de Melkweg in Amsterdam. Voor de single Till the Sun comes up reikte Daniël Dekker in september 2019 bij NPO Radio 2 hun eerste Gouden Plaat uit. Op Spotify heeft dit liedje al 12 miljoen streams behaald. Op 14 februari 2020 heeft Jack and the Weatherman de single Closer uitgebracht.
Het duo trad in Nederland op tijdens allerlei festivals in Nederland, Engeland, Frankrijk, Duitsland, Spanje, Tsjechië, Oostenrijk en Zwitserland. Het stond in het voorprogramma van de Nederlandse band Chef'Special, de Australische bands Sticky Fingers en Xavier Rudd, de Canadese band Current Swell en de Zuid-Afrikaanse band Jeremy Loops.

## Discografie
Albums
- 2018: The lucky ones
- 2022: TBA

Ep's
- 2014: Something positive
- 2015: Homewards
- 2016: Some kind of purpose

Singles
- 2014: Free
- 2015: Being me
- 2016: Brother
- 2017: Till the Sun comes up
- 2018: Dance all day
- 2019: You and me
- 2020: Closer
- 2020: Peace
- 2020: Walk On The Wire
- 2021: Legacy
- 2021: So Beautiful
- 2021: Comfortable